# Hydronymie de la France
 (août 2012).
Si vous disposez d'ouvrages ou d'articles de référence ou si vous connaissez des sites web de qualité traitant du thème abordé ici, merci de compléter l'article en donnant les références utiles à sa vérifiabilité et en les liant à la section « Notes et références ».
Pour un article plus général, voir Hydronymie.

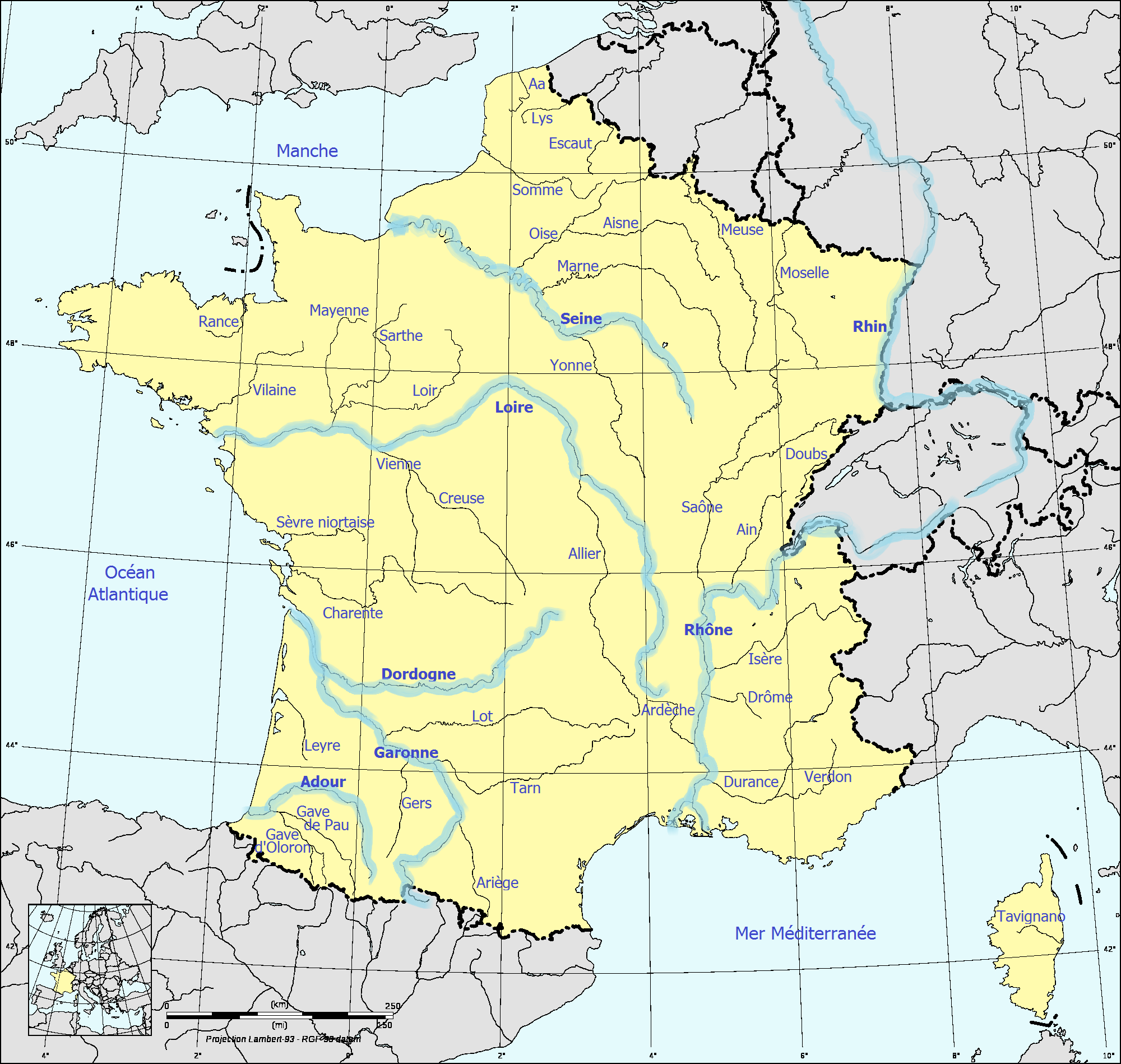
De nombreux hydronymes français renvoient au gaulois.

L’hydronymie de la France est l'étude des hydronymes, ou noms de cours d'eau et d'étendues d'eau, en France.

## Principaux bassins

### Garonne
- Garonne : Garumna (Garunna), est issu des éléments pré-indo-européen *Kar- « rocher » + onna « rivière, fleuve » attesté dans le Glossaire d'Endlicher et donné comme gaulois, mais dont l'étymologie celtique est improbable[2]. Par ailleurs, il a été proposé de rattacher l'élément Gar- au gaulois (celtique) *garo- « cri », alors suivi d'un suffixe -mno[2]
- Lot : Oltis, venant de olt + ik « ruisseau qui vient d'en haut »[réf. nécessaire]
- Tarn : Tarnis, sur celtique (gaulois) *taro- « qui traverse »[2]
- Aveyron : Avario, transformé en veronius, provenant de awa « eau » + aar « rivière »[réf. nécessaire]
- Ariège : Auregia (968), sur gaulois (celtique) *argio « blanc, brillant (> neige ?) »[2]  ou de la même racine indo-européenne que le terme gaulois cf. grec argós « blanc, brillant »
- Gers : du latin Ergitia, provenant du mot pré-indo-européen *aguir « lande sèche »[Information douteuse]

### Loire
- Loire : Liger, provenant du gaulois (celtique) liga « lie, boue, limon »
- Allier : Elaver, vient du pré-indo-européen el (arbre)[Information douteuse] + ar (rivière dont la vallée est en forme de plaine), rivière aux arbres, sans doute car elle servait au flottage du bois[réf. nécessaire]
- Sarthe : Sarta,
- Loir : liger du gaulois (celtique) liga « lie, boue, limon »
- Vienne : Vingenna, du gaulois (celtique) vindos « blanc » + -onna « cours d'eau »
- Creuse : Crosa, mot celtique (gaulois) signifiant « creuse »
- Indre : Andra ou Ennara, du pré-indo-européen *enn *arr « rivière à nombreux bras »
- Cher : Caris, vient du pré-indo-européen *kar (rocher)

### Rhin
- Rhin : du gaulois (celtique) *rēnos « rivière, fleuve », racine *rē, « qui coule, flot »
- Ill : préceltique *el, *il
- Meuse : du gallo-romain mosa « marais temporaire »
- Moselle : diminutif du précédent, même étymologie
- Meurthe : d'une racine indo-européenne[Laquelle ?] désignant la rigole, l’érosion terreuse causée par les eaux et aussi la capacité d’emporter la neige quand survient le printemps
- Moder : du gaulois Matrae, déesse gauloise des rivières

### Rhône
- Rhône : du grec rhodanos, vient de rho- (couler) + (idem Danube -danu (hardi, fier)
- Saône : Saucona, sawk- (sacré) + -onna (rivière). Appelée Arar, avant la conquête romaine
- Durance : du préceltique dur-, dor- « cours d'eau »
- Isère : Visara, issu des mots ligures *vis + *aar, rivière coulant dans une vallée creuse
- Doubs : Dubis, vient du gaulois (celtique) dubus, dubis « noir »

### Seine
- Seine : Sequana
- Oise : Isara
- Aisne : Axonna
- Marne : du gaulois Matrona, est un dérivé du gaulois (celtique) matir « mère » et du suffixe -onna (rivière)
- Aube : du latin Alba, provenant du pré-indo-européen albis et auparavant ob (blanc)
- Eure : en latin Atura, venant du pré-indo-européen atur-, « rivière »
- Yonne : Isicauna
- Suresnes, d'après Surisnas qui peut être l'accusatif du pluriel Surisnae, au singulier Surisna, est un nom d'origine celtique et sa terminaison en na indique qu'il s'agit d'un hydronyme[3].

## Fleuves côtiers

### Mer du Nord
- Escaut : de l'indo-européen *kal ou *kel ("brillant")[4]

### Manche
- Somme : vient du celtique samara (tranquille)
- Vire : de ver / var « eau »

### Océan Atlantique
- Odet : Odoanna, venant de *od « torrent » + -onna, "source"
- Charente : Carantona
- Adour : Atura, vient du pré-indo-européen *atura, "source"
- Dordogne : du préceltique *dur-, *dor- « cours d'eau »
- Vilaine : Visnonia (834) de l'indo-européen u̯eis, « flot », et de la racine hydronymique pré-celtique onna, « eau courante, rivière ».

### Mer Méditerranée
- Hérault : Arauris ou Araris, vient de aar (rivière)
- Var : de la racine *var (eau) identifiée également dans d'autres langues indo-européennes : sanskrit var(i) "eau", vieux norrois vari, louvite war-, etc.
- Aude : Elita, formé avec la racine préceltique "el"
- Orb :